# At the BBC (album de Siouxsie and the Banshees)
Pour les articles homonymes, voir At the BBC.
Albums de Siouxsie and the Banshees
Voices on the Air: The Peel Sessions
(2006) -
At the BBC est un coffret contenant 3 CD et un DVD de Siouxsie and the Banshees, publié en juin 2009. 
Il est constitué de 84 morceaux tous remasterisés, provenant de sessions studio enregistrées pour la radio BBC et d'apparations live captées par la chaîne de télévision anglaise entre 1977 et 1991. Le tout est réparti sur 3 CD audio et un DVD.
Le DVD propose notamment plusieurs prestations télé avec le guitariste Robert Smith de The Cure plus un concert inédit avec John McGeoch capté à Warwick en 1981. John McGeoch est l'un des musiciens les plus doués de sa génération : il a été classé par le magazine Mojo dans les 100 plus grands guitaristes de tous les temps pour son travail sur le single Spellbound de Siouxsie and the Banshees. 

## Liste des titres

### CD1
| No  | Titre                                                                            | Durée |
| --- | -------------------------------------------------------------------------------- | ----- |
| 1.  | Love in a Void (John Peel 29/11/77)                                              |       |
| 2.  | Mirage (John Peel 29/11/77)                                                      |       |
| 3.  | Metal Postcard (John Peel 29/11/77)                                              |       |
| 4.  | Suburban Relapse (John Peel 29/11/77)                                            |       |
| 5.  | Hong Kong Garden (John Peel 6/2/78)                                              |       |
| 6.  | Overground (John Peel 6/2/78)                                                    |       |
| 7.  | Carcass (John Peel 6/2/78)                                                       |       |
| 8.  | Helter Skelter (John Peel 6/2/78)                                                |       |
| 9.  | Placebo Effect (John Peel 9/4/79)                                                |       |
| 10. | Playground Twist (John Peel 9/4/79)                                              |       |
| 11. | Regal Zone (John Peel 9/4/79)                                                    |       |
| 12. | Poppy Day (John Peel 9/4/79)                                                     |       |
| 13. | Halloween (John Peel 10/2/81)                                                    |       |
| 14. | Voodoo Dolly (John Peel 10/2/81)                                                 |       |
| 15. | But Not Them (John Peel 10/2/81)                                                 |       |
| 16. | Into the Light (John Peel 10/2/81)                                               |       |
| 17. | Arabian Knights (Richard Skinner Show - Recorded 4.6.81. Transmitted 16.6.81)    |       |
| 18. | Red Over White (Richard Skinner Show - Recorded 4.6.81. Transmitted 16.6.81)     |       |
| 19. | Head Cut (Richard Skinner Show - Recorded 4.6.81. Transmitted 16.6.81)           |       |
| 20. | Supernatural Thing (Richard Skinner Show - Recorded 4.6.81. Transmitted 16.6.81) |       |

### CD2
| No  | Titre                                                                                      | Durée |
| --- | ------------------------------------------------------------------------------------------ | ----- |
| 1.  | Coal Mind (Kid Jensen Show Recorded 13.5.82. Transmitted 24.5.82.)                         |       |
| 2.  | Green Fingers (Kid Jensen Show - Recorded 13.5.82. Transmitted 24.5.82.)                   |       |
| 3.  | Painted Bird (Kid Jensen Show - Recorded 13.5.82. Transmitted 24.5.82.)                    |       |
| 4.  | Cascade (Kid Jensen Show - Recorded 13.5.82. Transmitted 24.5.82.)                         |       |
| 5.  | Candyman (John Peel 10/2/86)                                                               |       |
| 6.  | Cannons (John Peel 10/2/86)                                                                |       |
| 7.  | Lands End (John Peel 10/2/86)                                                              |       |
| 8.  | Shooting Sun (Janice Long Show - Recorded 11.1.87. Transmitted 2.2.87.)                    |       |
| 9.  | Song from the Edge Of The World (Janice Long Show - Recorded 11.1.87. Transmitted 2.2.87.) |       |
| 10. | Little Johnny Jewel (Janice Long Show - Recorded 11.1.87. Transmitted 2.2.87.)             |       |
| 11. | Something Blue (Janice Long Show - Recorded 11.1.87. Transmitted 2.2.87.)                  |       |
| 12. | Green Fingers (Apollo Theatre, Oxford in Concert - Recorded 14.11.85)                      |       |
| 13. | Bring Me the Head Of A Preacher Man (Apollo Theatre, Oxford in Concert- Recorded 14.11.85) |       |
| 14. | Sweetest Chill (Apollo Theatre, Oxford in Concert- Recorded 14.11.85)                      |       |
| 15. | Cannons (Apollo Theatre, Oxford in Concert- Recorded 14.11.85)                             |       |
| 16. | Melt! (Apollo Theatre, Oxford in Concert- Recorded 14.11.85)                               |       |
| 17. | Candyman (Apollo Theatre, Oxford in Concert- Recorded 14.11.85)                            |       |
| 18. | Lands End (Apollo Theatre, Oxford in Concert- Recorded 14.11.85)                           |       |

### CD3
| No  | Titre                                                                    | Durée |
| --- | ------------------------------------------------------------------------ | ----- |
| 1.  | Night Shift (Apollo Theatre, Oxford in Concert - Recorded 14.11.85)      |       |
| 2.  | 92 Degrees (Apollo Theatre, Oxford in Concert - Recorded 14.11.85)       |       |
| 3.  | Pulled to Bits (Apollo Theatre, Oxford in Concert - Recorded 14.11.85)   |       |
| 4.  | Switch (Apollo Theatre, Oxford in Concert - Recorded 14.11.85)           |       |
| 5.  | Happy House (Apollo Theatre, Oxford in Concert - Recorded 14.11.85)      |       |
| 6.  | Cities in Dust (Apollo Theatre, Oxford in Concert - Recorded 14.11.85)   |       |
| 7.  | The Last Beat of My Heart (Royal Albert Hall, London- Recorded 12.9.88.) |       |
| 8.  | The Killing Jar (Royal Albert Hall, London- Recorded 12.9.88.)           |       |
| 9.  | Christine (Royal Albert Hall, London- Recorded 12.9.88.)                 |       |
| 10. | This Wheel's on Fire (Royal Albert Hall, London- Recorded 12.9.88.)      |       |
| 11. | Something Blue (Royal Albert Hall, London- Recorded 12.9.88.)            |       |
| 12. | Rawhead and Bloody Bones (Royal Albert Hall, London- Recorded 12.9.88.)  |       |
| 13. | Carousel (Royal Albert Hall, London- Recorded 12.9.88.)                  |       |
| 14. | Rhapsody (Royal Albert Hall, London- Recorded 12.9.88.)                  |       |
| 15. | Skin (Royal Albert Hall, London- Recorded 12.9.88.)                      |       |
| 16. | Spellbound (Royal Albert Hall, London- Recorded 12.9.88.)                |       |
| 17. | Hong Kong Garden (Royal Albert Hall, London- Recorded 12.9.88.)          |       |

### DVD
| No  | Titre                                                         | Durée |
| --- | ------------------------------------------------------------- | ----- |
| 1.  | Metal Postcard (The Old Grey Whistle Test: 07/11/1978 Stereo) |       |
| 2.  | Jigsaw Feeling (The Old Grey Whistle Test: 07/11/1978 Stereo) |       |
| 3.  | Playground Twist (Top of the Pops: 12/07/1979 Stereo)         |       |
| 4.  | Love in a Void (Something Else 03/11/1979 Stereo)             |       |
| 5.  | Regal Zone (Something Else 03/11/1979 Stereo)                 |       |
| 6.  | Happy House (Top of the Pops Date: 10/04/1980 Stereo)         |       |
| 7.  | Israel (Something Else: 15/12/1980 Stereo)                    |       |
| 8.  | Tenant (Something Else: 15/12/1980 Stereo)                    |       |
| 9.  | Israel (Rock Goes to College: 09/03/1981 Stereo)              |       |
| 10. | Spellbound (Rock Goes to College: 09/03/1981 Stereo)          |       |
| 11. | Arabian Knights (Rock Goes to College: 09/03/1981 Stereo)     |       |
| 12. | Halloween (Rock Goes to College: 09/03/1981 Stereo)           |       |
| 13. | Night Shift (Rock Goes to College: 09/03/1981 Stereo)         |       |
| 14. | But Not Them (Rock Goes to College: 09/03/1981 Stereo)        |       |
| 15. | Voodoo Dolly (Rock Goes to College: 09/03/1981 Stereo)        |       |
| 16. | Eve White/Eve Black (Rock Goes to College: 09/03/1981 Stereo) |       |
| 17. | Spellbound (Top of the Pops 04/06/1981 Stereo)                |       |
| 18. | Fireworks (Top of the Pops Date: 03/06/1982 Stereo)           |       |
| 19. | Melt! (The Old Grey Whistle Test 12/11/1982)                  |       |
| 20. | Painted Bird (The Old Grey Whistle Test 12/11/1982)           |       |
| 21. | Melt! (Oxford Road Show 03/12/1982 Stereo)                    |       |
| 22. | Overground (Oxford Road Show 03/12/1982 Stereo)               |       |
| 23. | Dear Prudence (Top of the Pops 29/09/1983 Stereo)             |       |
| 24. | Swimming Horses (Top of the Pops 29/03/1984 Stereo)           |       |
| 25. | Cities in Dust (Whistle Test Date: 29/10/1985 Stereo)         |       |
| 26. | Lands End (Whistle Test Date: 29/10/1985 Stereo)              |       |
| 27. | This Wheel's on Fire (Top of the Pops 22/01/1987 Stereo)      |       |
| 28. | Peek-a-Boo (Top of the Pops 28/07/1988 Stereo)                |       |
| 29. | Kiss Them for Me (Top of the Pops 30/05/1991 Stereo)          |       |